# Hayden Roulston
Hayden Roulston (Ashburton, Illa del Sud, 10 de gener de 1981) és un ciclista neozelandès, ja retirat, professional del 2003 al 2015.
Combinà el ciclisme en ruta i en pista. En carretera fou campió de Nova Zelanda en ruta el 2006, 2011, 2013 i 2014 mentre en pista fou doble medallista en els Jocs Olímpics de Pequín el 2008, en la cursa de persecució individual i persecució per equips. Sol fer parella amb Gregory Henderson per disputar les curses d'americana, modalitat en la qual va guanyar la medalla de plata en la Copa del Món de ciclisme en pista de 2003.
El 2015 anuncià la seva retirada de la carretera per centrar-se en la pista i preparar els Jocs Olímpics de 2016.

## Palmarès en ruta
- 2002
  - 1r al Gran Premi de Montamisé
  - Vencedor d'una etapa al Tour de Wellington
- 2003
  - Vencedor d'una etapa a la Volta a Polònia
- 2004
  - Vencedor d'una etapa al Tour de la Regió Valona
  - Vencedor d'una etapa al Tour de Southland
- 2006
  -  Campió de Nova Zelanda en ruta
  - 1r al Tour de Wellington i vencedor de 3 etapes
  - 1r al Tour de Southland i vencedor d'una etapa
- 2007
  - Campió d'Oceania en ruta
  - 1r al Tour de Wellington i vencedor de 3 etapes
  - 1r al Tour de Southland
- 2008
  - 1r a l'UCI Oceania Tour
  - 1r al Tour de Southland i vencedor de 2 etapes
  - 1r al Gran Premi Etienne De Wilde
  - Vencedor de 2 etapes del Tour de Wellington
- 2010
  - Vencedor d'una etapa de la Volta a Dinamarca
  -  Medalla de plata en la cursa en línia dels Jocs de la Commonwealth
- 2011
  -  Campió de Nova Zelanda en ruta
  - Vencedor de 2 etapes del Tour de Southland
- 2013
  -  Campió de Nova Zelanda en ruta
- 2014
  -  Campió de Nova Zelanda en ruta

### Resultats al Tour de França
- 2009. 79è de la classificació general

### Resultats a la Volta a Espanya
- 2010. Abandona (13a etapa)
- 2012. Abandona (13a etapa)

### Resultats al Giro d'Itàlia
- 2013. No surt (17a etapa)

## Palmarès en pista
- 2007
  - Campió d'Oceania en Madison, amb Greg Henderson
- 2015
  - Campió d'Oceania en Persecució individual
  - Campió d'Oceania en Persecució per equips, amb Luke Mudgway, Nick Kergozou i Aaron Gate

### Resultats a laCopa del Món
- 2002
  - 1r a Sydney, en Persecució per equips
  - 1r a Sydney, en Madison